# Neoserica vulpina
Neoserica vulpina är en skalbaggsart som beskrevs av Moser 1908. Neoserica vulpina ingår i släktet Neoserica och familjen Melolonthidae. Inga underarter finns listade i Catalogue of Life.